# Чамли, Дэвид, 7-й маркиз Чамли
Дэ́вид Джордж Фи́лип Ча́мли, 7-й маркиз Чамли (англ. David George Philip Cholmondeley, 7th Marquess of Cholmondeley; род. 27 июня 1960) — британский пэр и режиссер, также известный как виконт Ма́лпас  (1960—1968) и граф Ро́ксэведж  (1968—1990). Лорд великий камергер Соединённого королевства с 13 марта 1990 по 8 сентября 2022.

## Титулатура
- 7-й маркиз Чамли (с 13 марта 1990)
- 10-й барон Чамли из Уич-Малбанка (Чешир) (с 13 марта 1990)
- 10-й граф Чамли, графство Чешир (с 13 марта 1990)
- 11-й виконт Чамли из Келса, графство Мит (с 13 марта 1990)
- 7-й граф Роксэвидж, графство Чешир (с 13 марта 1990)
- 9-й барон Ньюборо, графство Уэксфорд (с 13 марта 1990)
- 9-й барон Ньюбург из острова Англси (с 13 марта 1990)
- 10-й виконт Малпас, Чешир (с 13 марта 1990).

## Ранняя жизнь и образование
Родился 27 июня 1960 года в замке Чамли, Малпас, Чешир, Англия. Лорд Чамли — потомок сэра Роберта Уолпола (1676—1745), первого премьер-министра Великобритании. Единственный сын Хью Чамли, 6-го маркиза Чамли (1919—1990), и Лавинии Маргарет, маркизы Чамли (урожденной Лесли) (1921—2015). Он также является потомком обоих семья Ротшильдов и семьи Сассунов через его бабушку по отцовской линии, Сибил Сассун (1894—1989). У него есть три старшие сестры: леди Роуз, Марго (замужем за Тони Хьюстоном), и Каролина (замужем за бароном Родольфом д’Эрланже).
Как и многие члены его семьи, маркиз Чамли получил образование в Итонском колледже. Позже он посещал занятия в Парижском университете (Сорбонна).

## Карьера

### Киноиндустрия
Лорд Чамли — кинорежиссер. Как Дэвид Роксэведж, он также появился в небольшой роли в Эрика Ромера «Четыре приключения Ренетт и Мирабель» (1987). Его профессиональное имя происходит от титула графа Роксэведжа.
Его избранная карьера была приостановлена, когда он унаследовал титул маркиза в 1990 году. В 1995 году он снял экранизацию Трумана Капоте «Другие голоса, другие комнаты».
В 2007 году он руководил  производством фильма «Крушение» (рабочее название), в главных ролях Джин Симмонс и Джеймс Уилби. Фильм был снят в Норфолке. Позже он был переименован в  «Тени на солнце» и выпущен в 2009 году.

### Унаследованный титул
Дэвид Чамли стал 7-м маркизом Чамли 13 марта 1990 года, после смерти своего отца. Лорд Чамли не сидит в Палате лордов для дебатов, поскольку в настоящее время он находится в «отпуске», хотя он действительно посещает Палату лордов в качестве лорда великого камергера.

## Земли и поместья

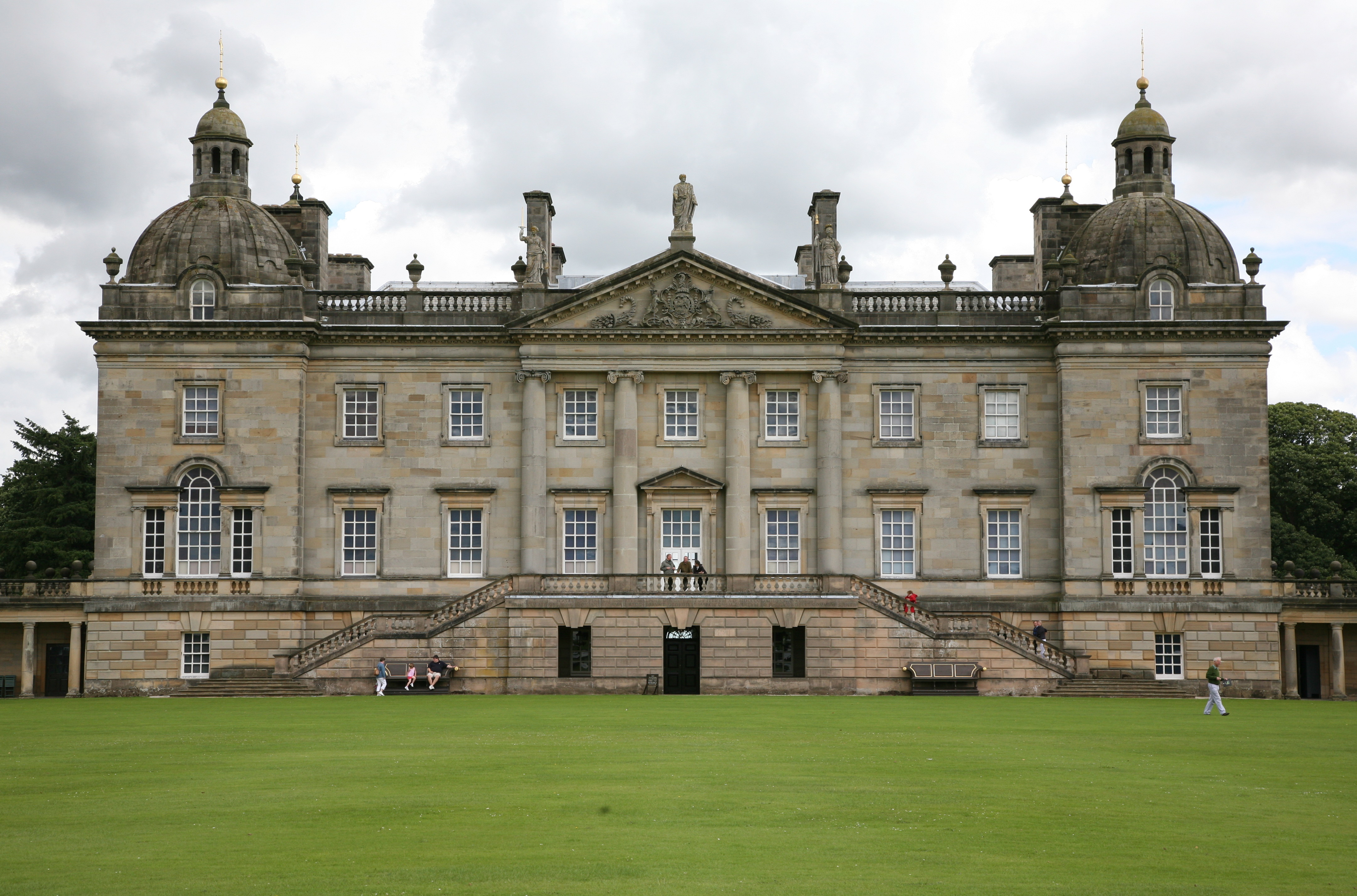
Хоутон-Холл, графство Норфолк

Семейные резиденции — это Хоутон-Холл в Норфолке, и Замок Чамли, который окружен поместьем площадью 7500 акров (3000 гектаров) недалеко от Малпаса, графство Чешир.
Согласно Sunday Times Rich List в 2008 году собственный капитал маркиза Чамли оценивалась примерно в 60 миллионов фунтов стерлингов, в основном за счет унаследованных им земельных владений. Хоутон-холл, родовой дом маркизов Чамли с момента основания титула в 1815 году, открывает некоторые из своих комнат для публики.

## Положение при дворе
В 1974 году, в возрасте четырнадцати лет, Дэвид Чамли, тогда известный как граф Роксэведж, был назначен почетным пажом королевы Елизаветы II. Он отказался от этой роли по достижении предельного возраста в 1976 году.
Должность лорда великого камергера Великобритании является наследственной в семье маркизов Чамли. Эта наследственная честь перешла к семье Чамли в результате брака первого маркиза Чамли с леди Джорджианой Шарлоттой Берти, дочерью генерала Перегрина Берти, 3-го герцога Анкастера и Кестевена. Эту должность занимали второй, четвертый, пятый, шестой и седьмой маркизы Чамли.
Дэвид Чамли начал действовать как потомственный лорд Великий камергер Её Величества в 1990 году и занимал должность до восшествия на престол  Карла III 8 сентября 2022 года.

## Брак и дети
24 июня 2009 года лорд Чамли женился на Саре Роуз Хэнбери (род. 15 марта 1984), 25-летней фотомодели. Она дочь Тимоти Хэнбери (род. 1952), дизайнера веб-сайтов, и Эммы Хэнбери (урожденной Лонгман) (род. 1959), модельера. Семья землевладельцев Хенбери жила в Холфилд-Грейндж, Коггсхолл, Эссекс.
Её бабушка по материнской линии-леди Элизабет Ламбарт, дочь фельдмаршала Рудольфа Ламбарта, 10-го графа Кавана; Леди Элизабет была одной из подружек невесты на свадьба 1947 года принцессы Елизаветы . Её бабушка по отцовской линии, Сара, была дочерью гонщика сэра Тима Биркина, 3-го баронета.
Через четыре с половиной месяца после их свадьбы, 12 октября 2009 года, маркиза Чамли родила сыновей-близнецов Александра Хью Джорджа и Оливера Тимоти Джорджа. Старший сын, Александр, как наиболее вероятный наследник маркизата, носит титул учтивости — граф Роксэведж; а его младший брат известен как лорд Оливер Чамли.
В марте 2016 года у маркиза и маркизы родился третий ребенок, дочь леди Айрис Марина Алина Чамли.
Сообщалось о дружбе между маркизом и маркизой и принцем Уильямом и его женой, принцессой Уэльской. Маркиза Чамли является покровителем благотворительной организации «Детские хосписы Восточной Англии» (EACH) вместе с принцессой.

## Стили и титулы
- 27 июня 1960 — 6 сентября 1968: виконт Малпас
- 16 сентября 1968 — 13 марта 1990: граф Роксэведж[23]
- 13 марта 1990 — настоящее время: маркиз Чамли[24]

## Почести
- В Списке наград в честь Дня рождения королевы за 2007 год лорд Чамли был произведен в рыцари-командоры Королевского Викторианского ордена (KCVO) за 17 лет службы в качестве лорда Великого камергера[25][26].
- Он был награжден британской версией Золотая юбилейная медаль королевы Елизаветы II в 2002 году.
- Он был награжден британской версией Бриллиантовая юбилейная медаль Королевы Елизаветы II в 2012 году[27].
- Он служит в качестве заместителя лейтенанта графства Норфолк. Это дает ему постименные буквы «DL» на всю жизнь.